# Antarctische eilanden van de Indische Oceaan
De Antarctische eilanden in de Indische oceaan is een ecoregio van het Antarctisch gebied.
Het gebied omvat de eilanden:
1. Prince Edward en Marion, Zuid-Afrikaans
2. De Crozeteilanden, Frans
3. De archipel van Kerguelen, Frans
4. Het eiland Heard en de McDonaldeilanden, Australisch

## Flora
Er zijn maar weinig vaatplanten op deze eilanden, maar een aantal ervan zijn endemisch.
| Endemische soort         | Prince Edward | Marion | Crozeteilanden | Kerguelen | Heard | McDonald |
| ------------------------ | ------------- | ------ | -------------- | --------- | ----- | -------- |
| Poa cookii               |               |        |                |           |       |          |
| Pringlea antiscorbutica  |               |        |                |           |       |          |
| Colobanthus kerguelensis |               |        |                |           |       |          |
| Ranunculus moseleyi      |               |        |                |           |       |          |
| Polystichum marionense   |               |        |                |           |       |          |
| Lyallia kerguelensis     |               |        |                |           |       |          |
| Elaphoglossum randii     |               |        |                |           |       |          |
| Poa kerguelensis         |               |        |                |           |       |          |

Hiernaast zijn er nog enige niet-endemische soorten: Crassula moshata, Acaena magellanica, het kussenvormige Azorella selago, Cotula plumosa, de grassoort Agrostis magellanica en de varensoort Blechnum penna-marina.

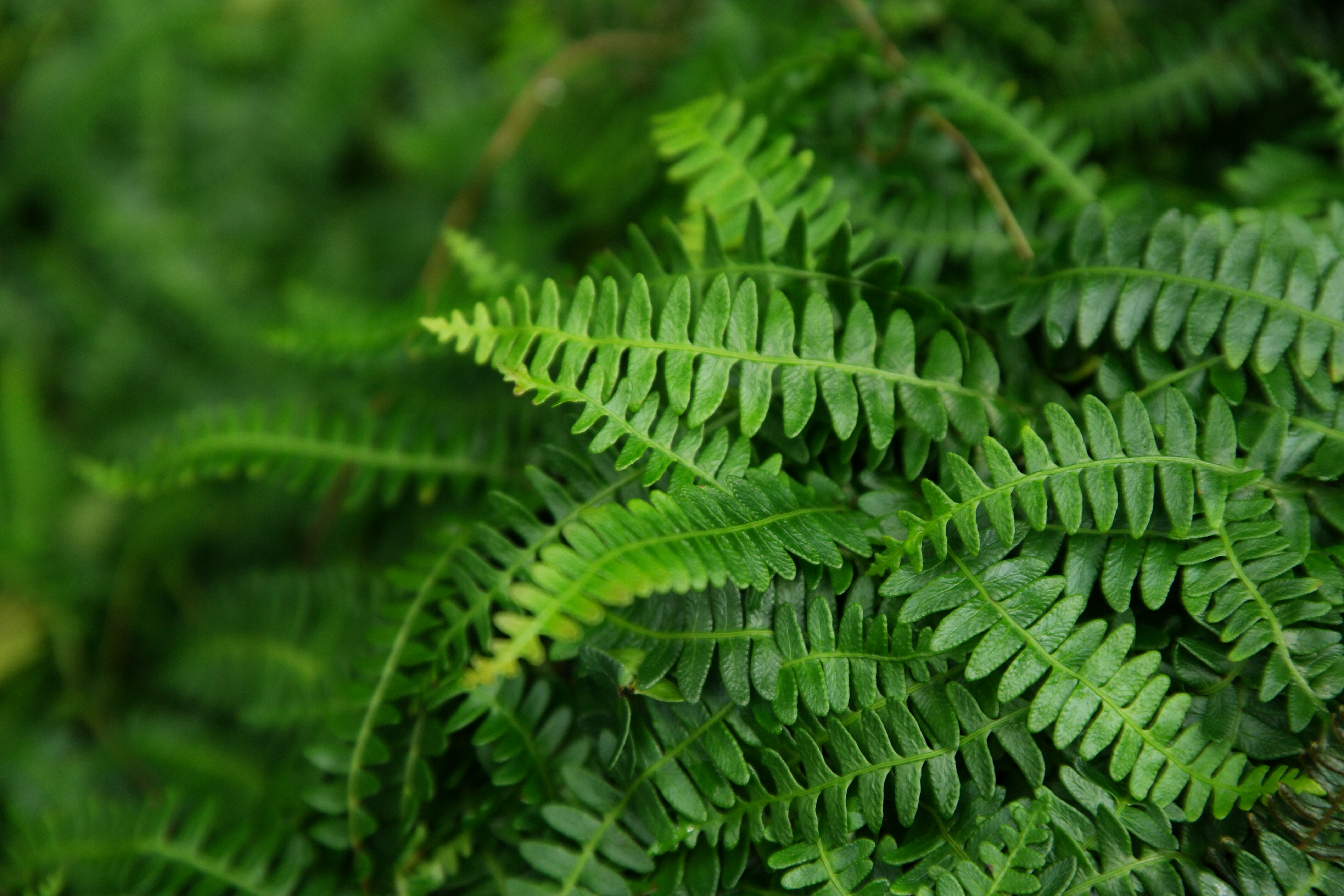
Blechnum penna-marina
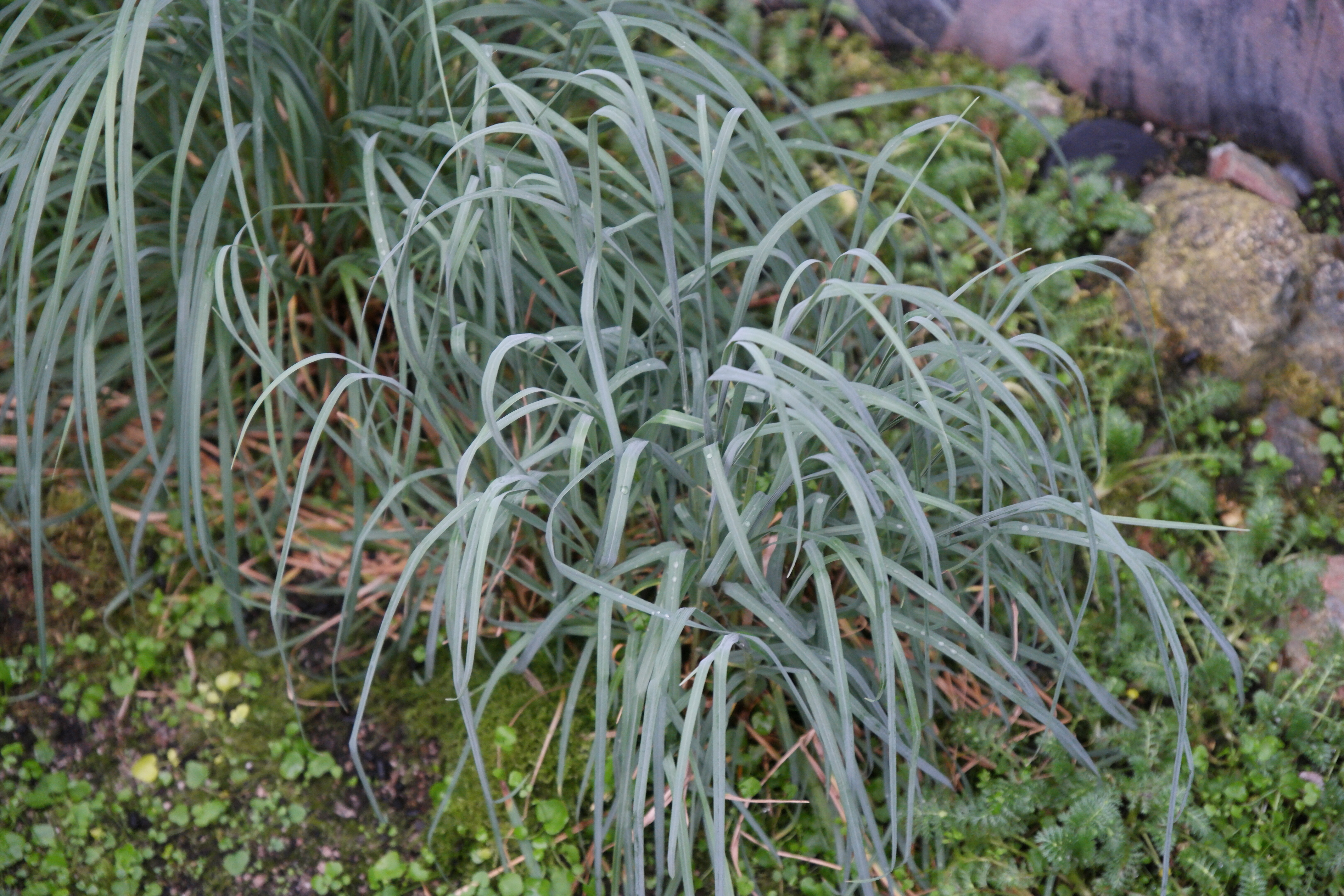
Poa cookii
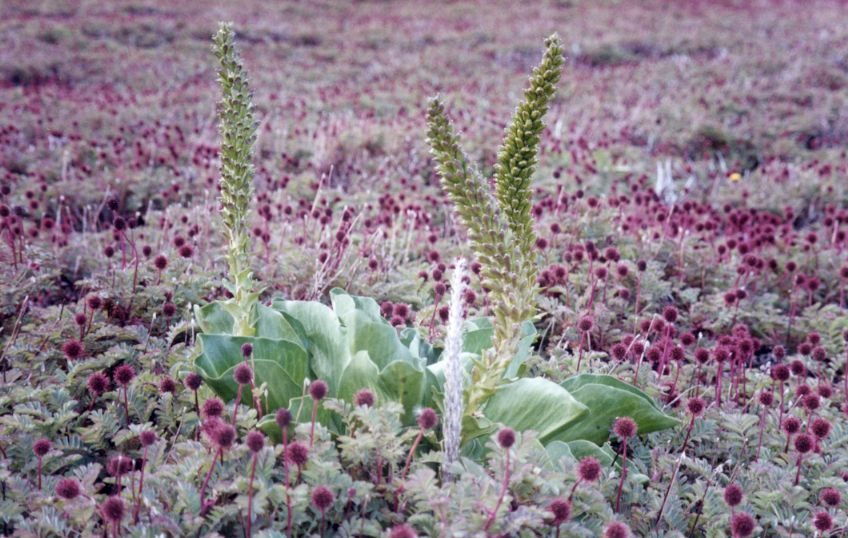
Een bloeiende Kerguelenkool in een veldje Acaena magellanica
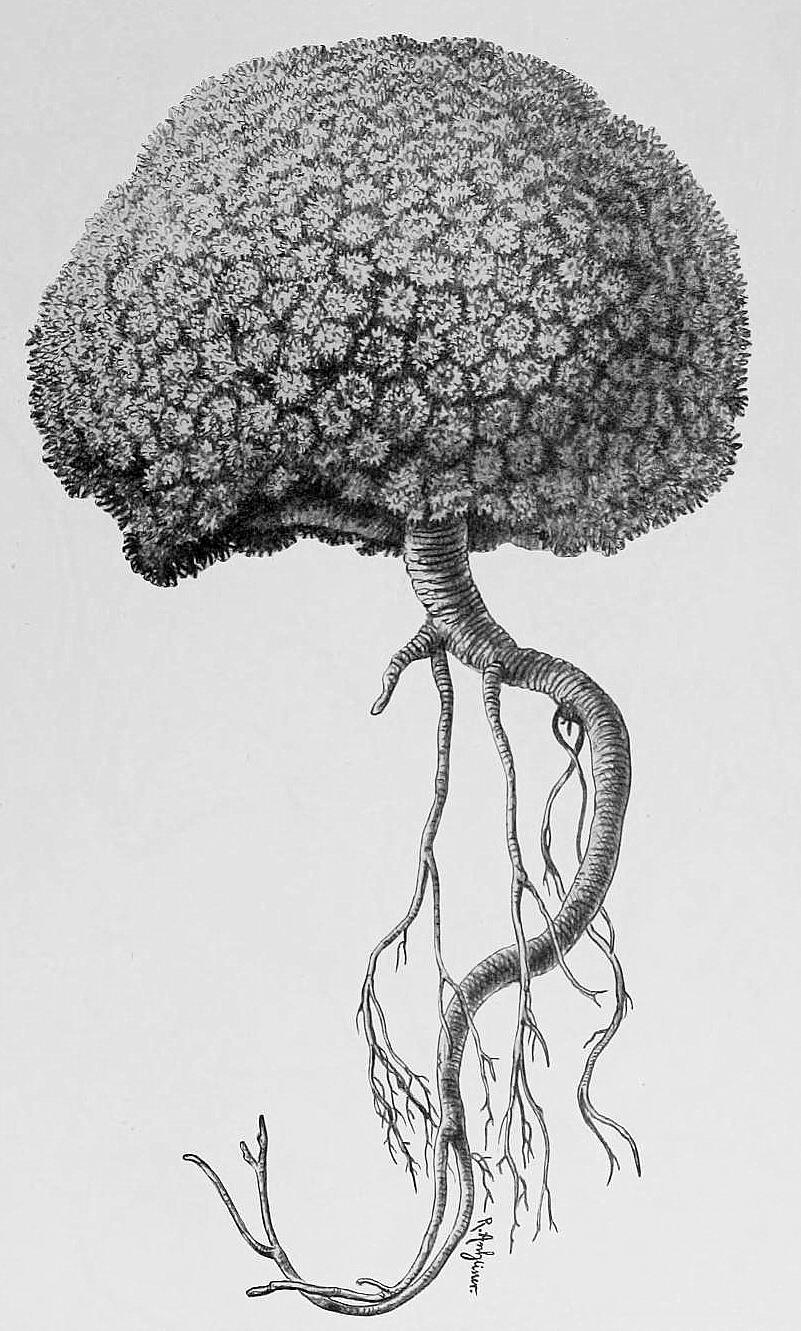
Azorella selago

AT0115 Bergwouden · 
AT0116 Kustbossen · 
AT0119 Maputaland · 
AT0708 Kalahari bosland · 
AT0717 Bosveld · 
AT0725 Mopanebosland · 
AT1003 Hoge Drakensbergen · 
AT1004 Lage Drakensbergen

AT1009 Hogeveld · 
AT1012 Pondoland · 
AN1104 Marioneiland · 
AT1201 Zuurveld · 
AT1202 Laag fynbos · 
AT1203 Hoog fynbos · 
AT1309 Kalahari droge savanne · 
AT1314 Nama-Karoo · 
AT1322 Succulenten-Karoo · 
AT1405 Mangrovebossen